# 仙人崖石窟
仙人崖石窟，位于中国甘肃省天水市麦积区，曾经作为省级文物保护单位，类型为石窟寺及石刻。2006年5月25日归入第一批全国重点文物保护单位麦积山石窟。
仙人崖石窟的历史年代为北朝至清。